# Mencia Lopez de Haro
Mencia ou Mécia Lopez de Haro (Biscaye , 1215 - Palencia 1270 ou 1271) était une noble léonaise et biscayenne qui devint reine du Portugal, par son mariage avec le roi Sanche II. Cependant, son statut de reine du Portugal est contestée, son mariage avec le monarque portugais ayant été annulé par le pape Innocent IV lors du concile de Lyon. Elle a eu un rôle central dans la crise politique de 1245 au Portugal.

## Biographie

### Enfance
Mencia est issue d'une famille noble castillane. Son père est Lope Diaz II de Haro, seigneur de Biscaye, et sa mère Urraca Alfonso de León, une fille illégitime du roi Alphonse IX de León. Par sa mère, Mencia est issue du fondateur de la monarchie portugaise, Alphonse Ier Henriquez, grand-père maternel d'Alphonse IX.
|  |                                 |  |  |  |  |  |  |  |  |  |  |  |  |
|  | 8. Lope Diaz I de Haro          |  |  |  |  |  |  |  |  |  |  |  |  |
|  |                                 |  |  |  |  |  |  |  |  |  |  |  |  |
|  |                                 |  |  |  |  |  |  |  |  |  |  |  |  |
|  | 4. Diego López II de Haro       |  |  |  |  |  |  |  |  |  |  |  |  |
|  |                                 |  |  |  |  |  |  |  |  |  |  |  |  |
|  |                                 |  |  |  |  |  |  |  |  |  |  |  |  |
|  | 9. Aldonza Rodriquez (d)        |  |  |  |  |  |  |  |  |  |  |  |  |
|  |                                 |  |  |  |  |  |  |  |  |  |  |  |  |
|  |                                 |  |  |  |  |  |  |  |  |  |  |  |  |
|  | 2. Lope Diaz II de Haro         |  |  |  |  |  |  |  |  |  |  |  |  |
|  |                                 |  |  |  |  |  |  |  |  |  |  |  |  |
|  |                                 |  |  |  |  |  |  |  |  |  |  |  |  |
|  | 10. Manrique Pérez de Lara      |  |  |  |  |  |  |  |  |  |  |  |  |
|  |                                 |  |  |  |  |  |  |  |  |  |  |  |  |
|  |                                 |  |  |  |  |  |  |  |  |  |  |  |  |
|  | 5. Maria Manrique de Lara (d)   |  |  |  |  |  |  |  |  |  |  |  |  |
|  |                                 |  |  |  |  |  |  |  |  |  |  |  |  |
|  |                                 |  |  |  |  |  |  |  |  |  |  |  |  |
|  | 11. Ermessinde de Narbonne (d)  |  |  |  |  |  |  |  |  |  |  |  |  |
|  |                                 |  |  |  |  |  |  |  |  |  |  |  |  |
|  |                                 |  |  |  |  |  |  |  |  |  |  |  |  |
|  | 1. Mencia Lopez de Haro         |  |  |  |  |  |  |  |  |  |  |  |  |
|  |                                 |  |  |  |  |  |  |  |  |  |  |  |  |
|  |                                 |  |  |  |  |  |  |  |  |  |  |  |  |
|  | 12. Ferdinand II de León        |  |  |  |  |  |  |  |  |  |  |  |  |
|  |                                 |  |  |  |  |  |  |  |  |  |  |  |  |
|  |                                 |  |  |  |  |  |  |  |  |  |  |  |  |
|  | 6. Alphonse IX                  |  |  |  |  |  |  |  |  |  |  |  |  |
|  |                                 |  |  |  |  |  |  |  |  |  |  |  |  |
|  |                                 |  |  |  |  |  |  |  |  |  |  |  |  |
|  | 13. Urraque de Portugal         |  |  |  |  |  |  |  |  |  |  |  |  |
|  |                                 |  |  |  |  |  |  |  |  |  |  |  |  |
|  |                                 |  |  |  |  |  |  |  |  |  |  |  |  |
|  | 3. Urraca Alfonso de León (d)   |  |  |  |  |  |  |  |  |  |  |  |  |
|  |                                 |  |  |  |  |  |  |  |  |  |  |  |  |
|  |                                 |  |  |  |  |  |  |  |  |  |  |  |  |
|  | 14. Íñigo López de Mendoza (en) |  |  |  |  |  |  |  |  |  |  |  |  |
|  |                                 |  |  |  |  |  |  |  |  |  |  |  |  |
|  |                                 |  |  |  |  |  |  |  |  |  |  |  |  |
|  | 7. Inés Íñiguez de Mendoza (d)  |  |  |  |  |  |  |  |  |  |  |  |  |
|  |                                 |  |  |  |  |  |  |  |  |  |  |  |  |
|  |                                 |  |  |  |  |  |  |  |  |  |  |  |  |
|  | 15. Maria García Salvadores (d) |  |  |  |  |  |  |  |  |  |  |  |  |
|  |                                 |  |  |  |  |  |  |  |  |  |  |  |  |
|  |                                 |  |  |  |  |  |  |  |  |  |  |  |  |

### Premier mariage
Vers 1227, Alvaro Peres de Castro, un chevalier apprécié de la cour pour s'être illustré lors des guerres du roi Ferdinand III de Castille contre les Maures, est envoyé dans une mission de médiation lors d'une trêve conclue entre la Castille et les Musulmans, pour négocier la libération d'environ trois cents chrétiens. Parmi ceux-ci figuraient Lope Diaz de Haro et sa fille Mencia.
Don Álvaro est séduit par la jeune femme et l'épouse, peut-être la même année. C'était sa deuxième épouse, car il avait répudié entre 1225 et 1228 Aurambiaix, comtesse d'Urgell, pour cause de stérilité. Il n'y a pas eu non plus d'enfants de ce second mariage.

### L'assaut du fort de Martos
Elle aurait participé aux campagnes contre les Maures aux côtés de son mari. Après la conquête de Cordoue, Álvaro reçoit le commandement militaire des banlieues du district. Mais l'abandon de l'agriculture, dû à la guerre, la faim et les maladies qui sont apparus dans le territoire l'incitent à partir demander de l'aide au roi, laissant son épouse au fort de Martos, actuellement en Andalousie. Le roi le nomme à une fonction équivalente à celle de vice-roi et lui donne de l'argent et des provisions pour le retour.
Cependant, son neveu, responsable du château, décida de rejoindre les troupes et de s'enfoncer à l'intérieur du territoire ennemi, laissant Mencia pratiquement sans protection à l'intérieur du fort. Le roi d'Arjona profita de la situation pour envahir les terres.
Selon l'historien espagnol Lafuente, Mencia déguisa ses servantes et les fait défiler à proximité du château, tout en ordonnant au neveu d'être informé. Le stratagème de la femme parvint à persuader l'ennemi, qui pensait ne s'attaquer qu'à des femmes, de croire qu'il y avait aussi des hommes, ce qui l'incita à ralentir sa progression, par précaution. Cela permit à Tello, le neveu, d'arriver avec l'escadron et de défaire l'ennemi
Alvaro Peres de Castro meurt peu après de maladie, en revenant en Andalousie.

### Second mariage

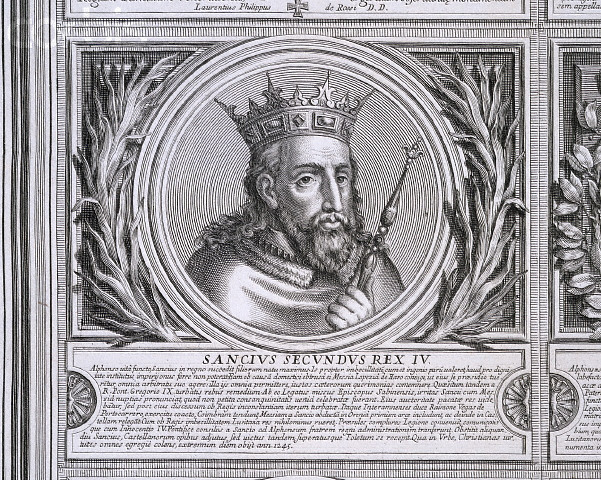
Sanche II de Portugal

Mencia se remaria avec le roi Sanche II, roi de Portugal, fils d'Alphonse II et d'Urraque de Castille. Les anciens écrivains et historiens considèrent unanimement Mécia comme une épouse du roi et non comme une concubine, non comme la concubine de D. Sancho, mais comme son épouse,,.
Cependant, la réalité de ce mariage a été contestée pour la première fois par António Brandão (pt), qui a ensuite été suivi par d'autres penseurs. Mais c'est aujourd'hui un fait incontestable, à la lumière de la bulle Sua Nobis du pape Innocent IV. Il reste que le lieu et la date exacte du mariage restent de nos jours inconnus. Selon la bulle, il est dit qu'au début de 1245 Mécia était mariée à Sanche II. Rodrigue de Tolède ne mentionne pas ce mariage dans son Histoire du Portugal, achevée en mars 1243, bien qu'il n'omette pas celui des frères du monarque.

### La vie à la cour portugaise
Mencia est rapidement rejetée tant par la noblesse que le peuple portugais. D'abord par le statut subalterne de la veuve d'Alvaro Peres de Castro et qui ne présentait pas d'intérêt pour la Couronne, le Portugal ou la Castille. D'autre part, l'entourage de la nouvelle reine était principalement constitué de conseillers et de serviteurs castillans, ce qui posait problèmes aux courtisans, lesquels ne pouvaient approcher le roi que par le biais de la reine. La preuve du mécontentement populaire était une rumeur qui prétendait que le roi agissait « ensorcelé par les arts de Mécia de Haro ».
Mais la situation dégradée du Portugal découle de la période antérieure à l'apparition de Mencia. Après les différentes guerres menées contre les Sarrasins et les diverses conquêtes chrétiennes, la monarchie présente certains avantages, le territoire jouit d'un temps de paix et le monarque jouit d'une aura de gloire et de brio militaire. Cependant, Sanche décide de changer les conseillers du royaume par des compagnons de guerre. Le changement lui a été fatal et le conseil dut faire face à de graves conflits qui ont dévasté l'image du roi et qui ont conduit certains historiens à qualifier cette période d'anarchie. C'est dans ce contexte que Mencia se marie avec Sanche II.

### Conflit avec le clergé
Il y avait une autre opposition, celle du clergé, qui avait des réticences à reconnaître le mariage et qui souhaitait créer un nouvel embarras pour le roi, jusqu'à hâter sa chute. 
Sauf en matière de guerre et si l'on prend en compte le caractère doux et indulgent du roi, Mencia aurait pu acquérir une influence sur le roi allant jusqu'à le persuader de prendre certaines décisions. Cependant, rien ne corrobore le récit impartial des chroniqueurs du temps, qui tendent à le représenter comme fauteur de troubles et cause de tous les problèmes. Le mépris du clergé pousse le couple royal à prendre des mesures parfois injustes, telles que la révocation d'une donation au monastère de Bouco, faite par Alphonse Henriquez et confirmée par Alphonse II,.
Selon Alexandre Herculano, les hostilités et la violence pratiquées envers les barons et les clercs sous le règne de Sanche II permettent de reporter à la reine la responsabilité de ces problèmes qui lui sont attribués à travers les âges.

### Annulation du mariage

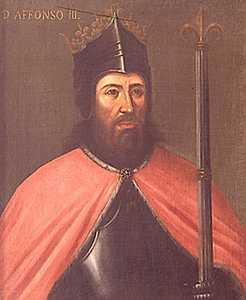
Alphonse de Portugal, comte de Boulogne.

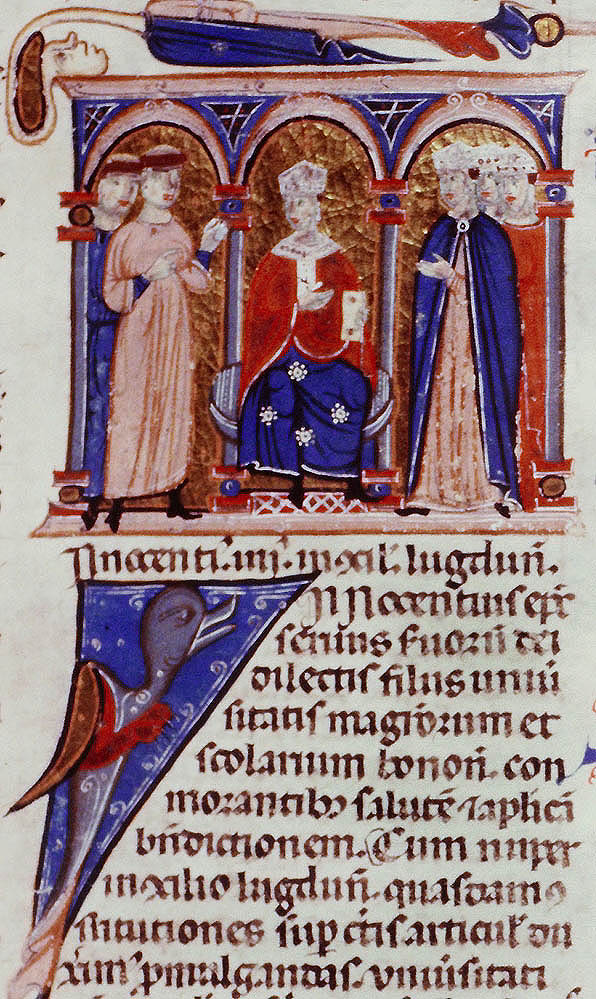
Le pape Innocent IV au Concile de Lyon.

À la suite des plaintes de l'archevêque de Porto, le pape Innocent IV profite du concile de Lyon, pour excommunier Sanche II et publie une bulle où il ordonnait aux Portugais de choisir un nouveau roi. Le frère cadet de Sanche, Alphonse, qui vivait en France comme comte de Boulogne, est invité à occuper le trône et nommé régent le 21 septembre 1245. Alphonse abdiqua immédiatement de ses terres françaises et marcha sur le Portugal. 
Mais Mencia n'avait pas encore donné d'héritier à Sanche, une situation qui pouvait changer à tout moment et réduire à néant la revendication uu trône d'Alphonse. Pour éviter ce risque, la solution était la séparation des deux époux. Le prétexte trouvé était que Mencia et Sancho avaient un degré de consanguinité au quatrième degré, ce qui rendait le mariage invalide. Cependant, ce degré de consanguinité était commun et acceptable. Dans une lettre adressé à Sanche II, le pape décrit le pays dans une situation désastreuse, étayée par les plaintes des prélats portugais, et se terminant par des menaces selon lesquelles, si le roi ne se conformait pas à ses ordres, le pape prendrait les "mesures appropriées,. Cette bulle est une conséquence du concile de Lyon, dans lequel Aires Vasques était, selon les chroniques de l'époque, le seul à défendre le monarque,.
Sanche II n'a toutefois pas répudié sa femme, comme le souhaitaient Alphonseo et le pape. Ce dernier a conjuré les menaces et annulé le mariage, le rendant invalide à la fois par la différence sociale des époux et par les liens de sang qui les unissaient.

### Déposition du roi et enlèvement de la reine
Les 24 juillet et 1er août 1245, deux bulles sont publiés, la première adressé aux barons du royaume et la seconde aux prélats, qui décident à l'unanimité de la déposition du roi. Confronté à la situation, le monarque est obligé de demander l'aide de son frère Alphonse, précisément celui qui a manipulé le clergé portugais pour destituer le roi,.
À ce moment, un événement impliquant directement la reine affaiblit encore le pouvoir que Sanche conservait encore. Un noble du nom de Raimundo Viegas de Portocarreiro, accompagné par d'autres chevaliers du comte de Bologne, parvient à entrer dans le palais de Coimbra et enlève la reine et l'emmène à Ourém.
Sanche alla chercher sa femme et ordonna d'ouvrir les portes du château mais ne put lui lancer que quelques projectiles. Incapable de récupérer Mencia, il se résigna. Un récit de l'époque révèle que la reine a été enlevée contre son gré, d'autres indices suggèrent l'hypothèse selon laquelle la reine aurait été complice de l'enlèvement. Il est également possible qu'elle ait été enlevée par surprise, mais qu'une proposition d'Alphonse lui ait fait comprendre qu'il était préférable de rester séparée de son mari.
Humilié, Sanche finit par se retirer en exil à Tolède, où il mourut. Il ne cite pas son épouse dans son testament, rédigé à Tolède en 1248.

### Retraite à Ourém
Après son enlèvement, Mencia réside à Ourém. La documentation y révèle plusieurs donations de sa part. Sa protection y est assurée par les troupes de son beau-frère Alphonse, avec lequel elle entretient des liens d'amitié. Le gouverneur de la ville à l'époque était Inigo de Ortiz, un nom biscayen, ce qui montre qu'il aurait pu avoir été nommé par Mencia. 

### Mort à Palencia
Selon Rui de Pina, chroniqueur de Sanche II,,, Mencia aurait été emmenée de Ourém vers la Galice et n'en a plus eu de ses nouvelles. On ne sait pas ce qu'il en est vraiment et il n'y a pas d'information sauf un après dix ans. Un document indique qu'elle vivait dans des domaines en Castille, bien qu'il ne soit pas mentionné de lieu précis : le 24 février 1257, elle fait avec don beau-frère Rodrigo Gonçalves, plusieurs donation au couvent de Benavides .
Morte à Palencia où elle possédait des terres, selon la tradition, elle fut inhumée à Nájera, au monastère bénédictin de Santa Maria, dans la chapelle de la croix. Sur la tombe, soutenue par quatre lions avec les bras du Portugal sur la poitrine, se trouve une figurine en costume de Biscaye. 